# СО МАТ
СО МАТ (Стопанско обединение „Международен автомобилен транспорт“) е българска държавна транспортна компания, създадена с разпореждане на Министерския съвет на България през 1960 година
В края на 80-те и началото на 90-те години на 20 век СО МАТ е най-големият автомобилен превозвач в Европа и в света. Капиталът на дружеството е огромен дори за европейските и световни мащаби.
В началото на 1994 г. освен централата в кв.Горубляне СО МАТ притежава още шест клона в страната, разположени на най-важните входно-изходни артерии – Бургас, Русе, Видин, Драгоман, Пазарджик, както и клон Хаджи Димитър в столицата. Силно развита е неговата инфраструктура и зад граница – 11 представителства, 9 гранични бюра и 7 терминала на територията на три континента. СО МАТ има акционерно участие в още девет чуждестранни дружества в Германия, Австрия, Полша, Иран, Либия, Кувейт.
Превозвачът разполага с гигантски парк дори според европейските и световни стандарти-над 5 000 влекача , от най-реномираните производители в света – Мерцедес-Бенц, Волво, Рено и Ивеко, както и над 6 
000 прикола и полуприкола, 30% от които с хладилни инсталации. Притежава и четири речни и четири морски Ро-Ро кораба, поставящи го далече пред останалите автомобилни фирми в областта на комбинираните превози.
На 22 юли 1994 г. Internationale Spedition Willi Betz GmbH & Co. KG придобива чрез приватизация българския държавен правозвач СО МАТ. Вследствие на това Вили Бец създава няколко дъщерни дружества в Източна Европа, чрез които много шофьори от България и Румъния са наети от компанията, която оперира в момента с около 8000 служители по целия свят, включително около 3000 души в Германия, и 10 000 камион-влекача. Вили Бец има офиси в 25 страни, а през 2008 г. реализира оборот от над 1 млрд. евро.